# 新高町 (台中市)
新高町為台灣日治時期台中州台中市之行政區，其最初在1916年公告為通稱町名，在1926年4月1日的町名改正公告中才正式設立，原臺中市大字的臺中改為31個町。「新高」之名源自台灣最高山「新高山」（現玉山）。

## 町內設施

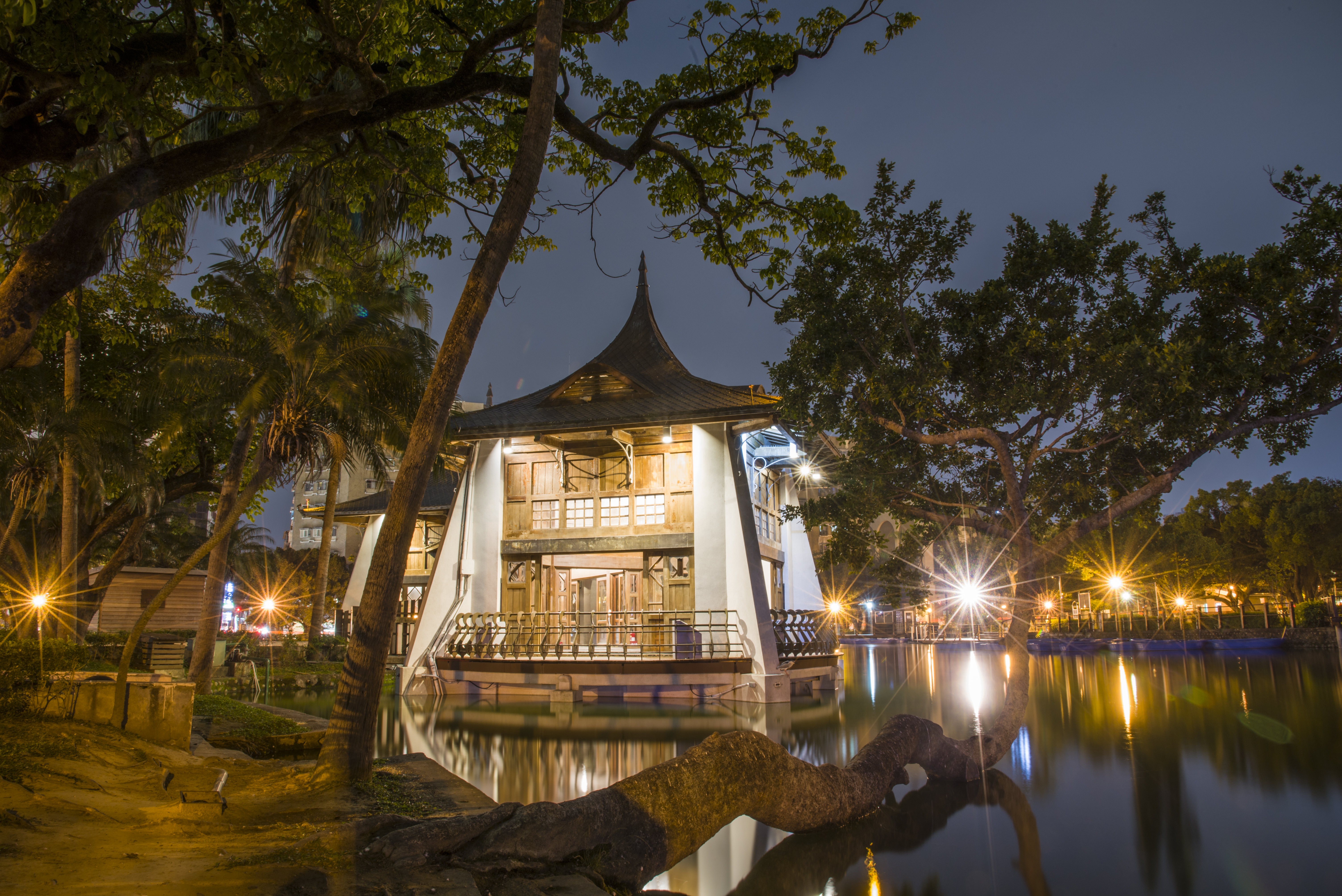
台中公園

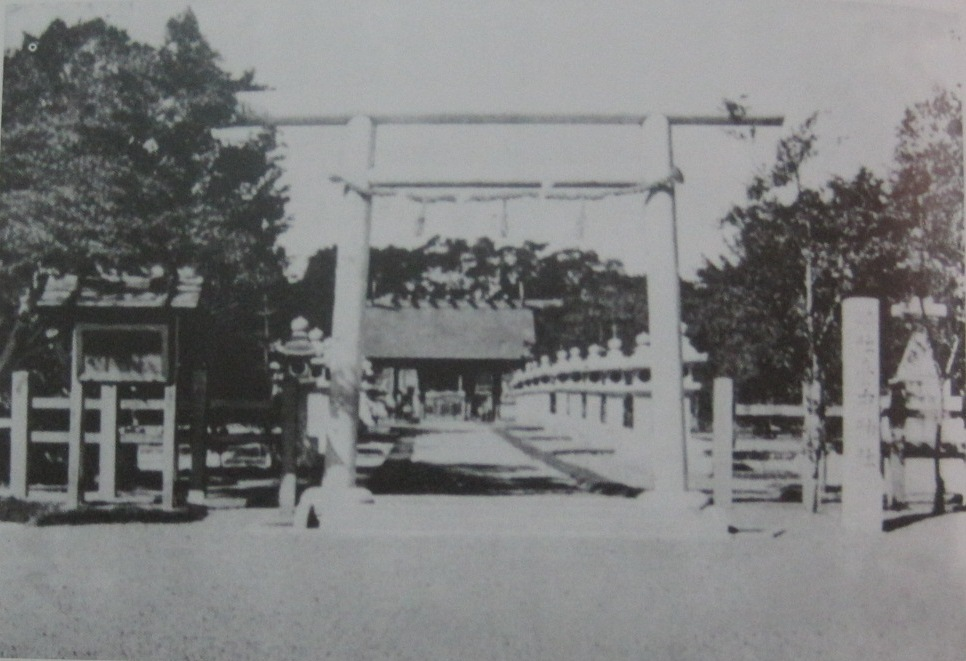
第一代臺中神社

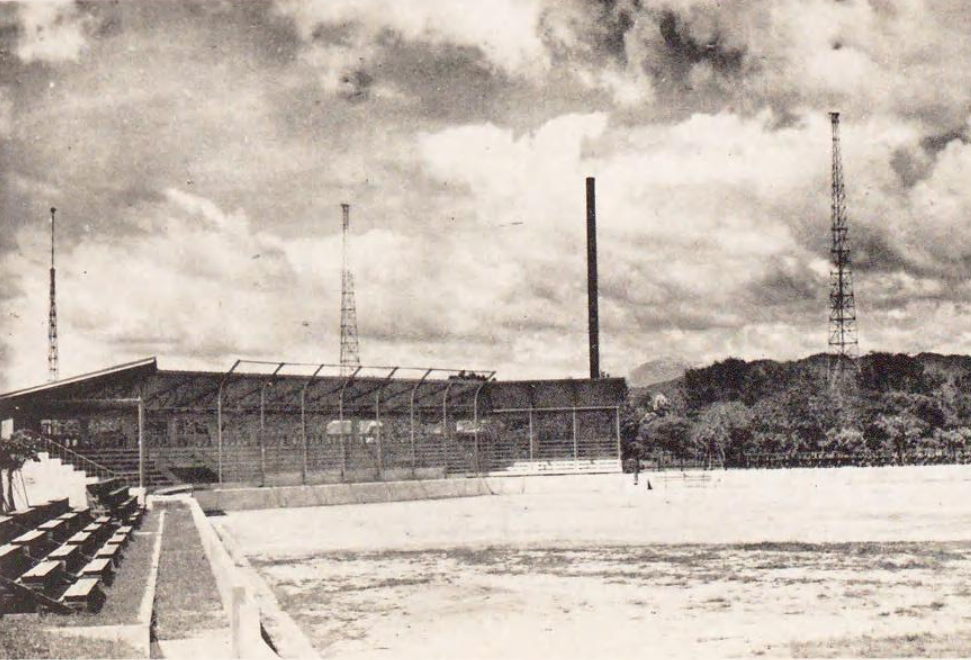
臺中市野球場

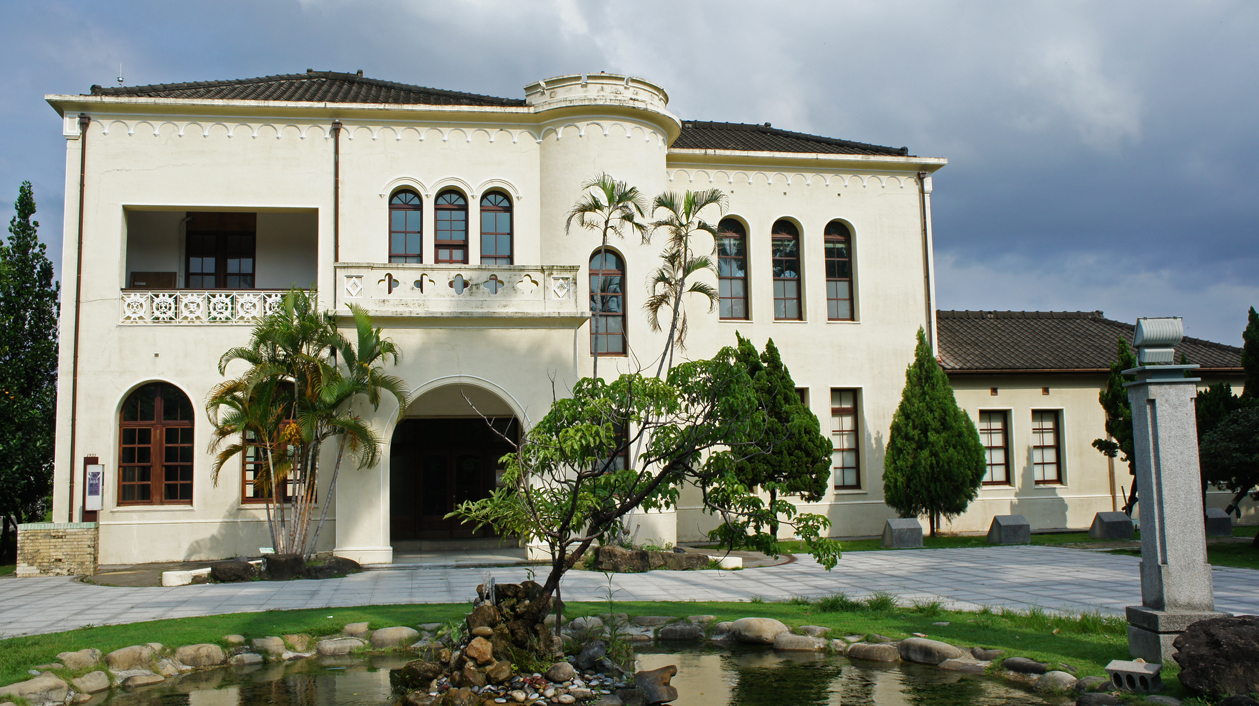
臺中放送局

- 台中公園
  - 第一代台中神社

- 水源地公園
  - 臺中水道水源地
  - 運動場
  - 棒球場
  - 游泳池
  - 第二代台中神社
  - 台中放送局

- 台中第一中學校（現台中一中）
- 台中商業學校（現國立臺中科技大學）
- 台中第二高等女學校（現台中二中）
- 新高國民學校（現太平國小）
- 臺灣電力株式會社台中變電所
- 臺中公會堂
- 臺中州教化會館
- 住吉組土木建築請負出張所
- 真言宗大師寺